# Gibberagee
Gibberagee är en ort i Australien. Den ligger i kommunen Richmond Valley och delstaten New South Wales, i den sydöstra delen av landet, omkring 540 kilometer norr om delstatshuvudstaden Sydney. Orten hade 35 invånare år 2021.